# ミス・ユニバース1994
ミス・ユニバース1994（Miss Universe 1994、第43回ミス・ユニバース世界大会）は1994年5月21日にフィリピンのパサイ市のフィリピン国際会議場のプレナリーホールで開催された。
最後に優勝したインドのスシュミタ・センがプエルトリコのダヤナラ・トレスから栄冠を授けられた。インドの優勝はこれが初めてで、南アジアとしても初である。この年の大会では77か国の代表が競った。日本からは川人千明が出場した。

## 最終結果

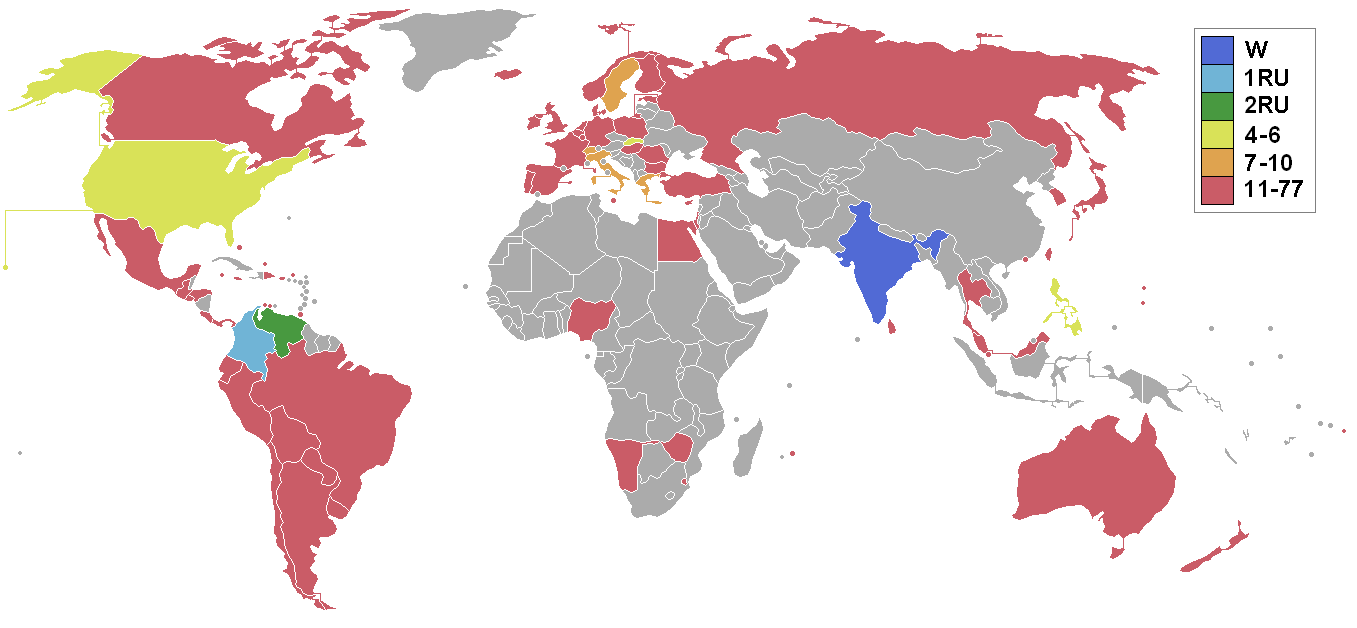
ミス・ユニバース1994の参加国と最終結果

### 入賞者
| 最終結果             | 参加者 |
| -------------------- | --- |
| ミス・ユニバース1994 | - インド — スシュミタ・セン（Sushmita Sen） |
| 第2位                | - コロンビア — カロリーナ・ゴメス（Carolina Gómez） |
| 第3位                | - ベネズエラ — ミノルカ・メルカド（Minorka Mercado） |
| トップ6              | - フィリピン — シャーリーン・ゴンザレス（Charlene Gonzales） - スロバキア — シルビア・ラカトソバ（Silvia Lakatošová） - アメリカ — ルー・パーカー（Lu Parker） |
| トップ10             | - ギリシャ — レア・トウトウンジ - イタリア — アリアンナ・ダビド - スウェーデン — ドメニク・フォシュベリ - スイス — パトリシア・フェスラー                      |

### 特別賞
- ナミビア - ミス・コンジニアリティ（バーバラ・カハジパラ）
- ベネズエラ - ミス・フォトジェニック（ミノルカ・メルカド）
- フィリピン - ベスト・ナショナル・コスチューム（シャーリーン・ゴンザレス）

## 開催都市
マニラは1993年10月、大会開催都市として発表された。フィリピンで世界大会が開かれるのはミス・ユニバース1974がマニラで開かれて以来2度目であった。大会はマニラ首都圏のフィリピン国際会議場で、アメリカのCBSがプライムタイムに生中継出来るように、フィリピン標準時の午前8時頃に開催された。

## 審査のエリア
代表たちは4月半ばにはマニラに到着し始め、ほとんど4週間、行事と審査に参加した。彼らはまた、フィリピン各地の様々な観光地と遊園地を訪れた。
最後のテレビ放送の前の予選期間に、全ての参加者は水着とイブニング・ガウンの審査を受け、審査員のインタビューにも応じた。
最終審査では、予選の得点の上位10人の参加者が水着、イブニング・ガウン、インタビューの審査を受けた。上位6人の参加者が最後の舞台でのインタビューを受けて3人に絞られ、第3位、第2位、新しいミス・ユニバースが発表された。